# Hana Klapalová
Hana Klapalová (Brno, 29 marzo 1982) è una giocatrice di beach volley ceca.
Ha partecipato ai Giochi di Londra 2012, gareggiando assieme alla connazionale Lenka Háječková.